# Rockford (Iowa)
Rockford es una ciudad ubicada en el condado de Floyd en el estado estadounidense de Iowa. En el Censo de 2010 tenía una población de 860 habitantes y una densidad poblacional de 526,22 personas por km².

## Geografía
Rockford se encuentra ubicada en las coordenadas 43°3′9″N 92°56′52″O / 43.05250, -92.94778. Según la Oficina del Censo de los Estados Unidos, Rockford tiene una superficie total de 1.63 km², de la cual 1.63 km² corresponden a tierra firme y (0%) 0 km² es agua.

## Demografía
Según el censo de 2010, había 860 personas residiendo en Rockford. La densidad de población era de 526,22 hab./km². De los 860 habitantes, Rockford estaba compuesto por el 99.07% blancos, el 0.23% eran afroamericanos, el 0.12% eran amerindios, el 0.12% eran asiáticos, el 0% eran isleños del Pacífico, el 0% eran de otras razas y el 0.47% pertenecían a dos o más razas. Del total de la población el 0.12% eran hispanos o latinos de cualquier raza.